# Wayne Eden
Wayne Eden è stato un cavallo trottatore attivo negli anni settanta
Maschio baio, nacque nel 1970 negli Stati Uniti da Speedy Rodney e Rebecca Eden passò all'allevamento italiano con la scuderia Mira trotto.
Oltre al suo ricchissimo palmarès, è rimasto famoso per il rapimento di cui fu vittima a Montecatini nell'agosto del 1975 per poi essere rilasciato dopo il pagamento di un riscatto.